# Charles Krauthammer
Irving Charles Krauthammer, né le 13 mars 1950 à New York et mort le 21 juin 2018 à Washington (district de Columbia), est un journaliste, un chroniqueur politique conservateur, un polémiste, un écrivain et un psychiatre américain.  

## Biographie

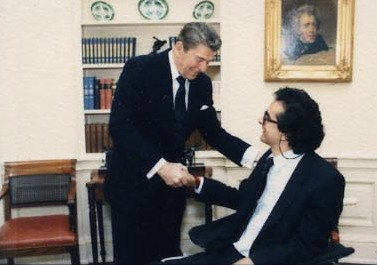
Charles Krauthammer et le président Ronald Reagan en 1986.

Né de parents juifs naturalisés citoyens français, Charles Krauthammer a notamment grandi à Montréal où il a fréquenté l'université McGill et a obtenu un baccalauréat spécialisé en sciences politiques et en économie en 1970,.
Il est rendu célèbre par ses chroniques politiques conservatrices dans plusieurs grands médias tels le Washington Post, Time Magazine et Fox News. 
Militariste, il a tranché en faveur de l'interventionnisme américain en politique étrangère et l'utilisation de la torture dans ses situations d'exception. Il est par ailleurs favorable à la construction d'une barrière le long de la frontière américano-mexicaine.
En août 2017, une tumeur cancéreuse abdominale est enlevée. Le 8 juin 2018, il annonce qu'il est atteint à nouveau du cancer et que selon ses médecins, il n'a plus que quelques semaines d'espérance de vie.